# Radio Nazionale Ciuvascia
La Radio Nazionale Ciuvascia (in russo Национальное радио Чувашии?; in ciuvascio: Чăваш наци радиовĕ) è la seconda radio nazionale della Ciuvascia in Russia, la prima a livello telematico. Ha Sede a Čeboksary ed è stata fondata il 25 aprile 2009, l'attuale Direttore è Tatjana Jevdokimova.